# Horst (Gilze en Rijen)
Horst is een buurtschap  in de gemeente Gilze en Rijen in de Nederlandse provincie Noord-Brabant. Het ligt iets ten zuidwesten van het dorp Gilze.
Dorpen: Gilze · Hulten · Molenschot · Rijen

Buurtschappen: Biestraat · Bolberg · Hooge Aard · Horst · Langereit · Nerhoven · Raakeind · Verhoven · Vossenberg · Weilerseind

Noord-Brabant: Steden en dorpen      Nederland: Provincies · Gemeenten